# Miriam Persand
Miriam Muñoz Cerdán, conocida artísticamente como Miriam Persand o Miriampersand, (Madrid, 1985) es una ilustradora, autora de cómics y diseñadora gráfica española.

## Trayectoria
Nació en Madrid en 1985, de pequeña siempre le gustó dibujar y empezó a leer cómics por los que tenía su hermano mayor y a coleccionar los de Mortadelo y Filemón y los de Don Miki. Aunque inició estudios de filosofía, tiene formación en diseño gráfico, lo que la llevó a trabajar dos años en el Reino Unido como diseñadora gráfica freelance para la agencia de publicidad Crush design y testando videojuegos para BabelMedia. Tras esta experiencia, regresó a Madrid y creó, junto a Jessica DeCamp, en 2010, Una buena barba, un fanzine ilustrado de temática queer y feminista, de tirada gratuita, en la que ambas son codirectoras. También pertenece a la Asociación de Autoras de Cómic de España.
Su obra se caracteriza por el uso de colores vivos y por la presencia del humor, mostrando lo más profundo de la experiencia humana en tiempos caóticos, a través del dibujo de figuras antropomórficas que transmiten emociones humanas. Su imaginario tiene componentes filosóficos, arquitectónicos, psicodéilicos, de diseño automovilístico, de ciencia ficción y de la cultura pop.
Durante su carrera ha publicado cómics, participado en antologías, y sus dibujos e historietas han aparecido en diferentes medios: The New York Times, El País Semanal, Babelia, GQ, Condé Nast Traveller, Yorokobu, Pikara Magazine, Working Not Working Magazine o M21 Magazine. Su obra también ha formado parte de exposiciones colectivas con otras artistas del cómic y de diferentes festivales. Ha realizado logos, diseños, dibujos e historietas para diferentes marcas de ocio, música, cervezas y bebidas, como: Adidas, Jägermeister, Amazon Prime Video, J&B, Diesel, Nickelodeon o Lenovo, así como, para la Comunidad de Madrid, o el Ayuntamiento de Madrid. Es colaboradora junto a Ana Galvañ, Carla Berrocal y Alixe Lobato en TIKTOK cómics, una plataforma online que publica cómics cortos de creadores de actualidad. Además, imparte talleres y participa como ponente en eventos relacionados con el cómic y con su trabajo.
Durante el confinamiento por el COVID-19,  en 2020, Persand creó un proyecto en el que diariamente dibujaba lugares, tras realizar "paseos" virtuales al azar a través del Street View de Google Maps y los publicaba en su cuenta de Instagram.
En 2022, se inauguró en el Centro de Cultura Contemporánea de Barcelona (CCCB) la exposición: Constelación gráfica. Jóvenes autoras de cómic de vanguardia, comisariado por Montserrat Terrones, en la que Persand junto a otras ocho autoras de cómic: Bárbara Alca, Marta Cartu, Genie Espinosa, Ana Galvañ, Nadia Hadif, Conxita Herrero, María Medem y Roberta Vázquez, usaron sus estilos y lenguajes artísticos con instalaciones poco convencionales al género, para hacer una crítica desde el humor a diferentes situaciones de la realidad millenial como "la precariedad económica y laboral, la desaparición de la estabilidad, la relación con la tecnología, la sororidad o las relaciones en Internet". Rito de paso leve, la obra que Persand realizó para esta exposición, consta de una instalación de una "puerta dimensional", que se enmarcó en el bloque "Viatges to the other side", en el que mostró como construye sus historias en torno a viajes distópicos y el uso de sustancias alucinógenas, usando como personajes a cocodrilos que reflejan la ambigüedad de edad y sexo, así como los estados de ansiedad que atraviesan.
Este mismo año, Persand también participó en la XXI edición de los Encuentros de Cómic de Valladolid Los Diálogos del Señor Boliche, junto a Pep Domingo, más conocido como "Nadar", y a Javier Rodríguez.

## Obra

### Cómics
- 2012 - Animal Party. Nº 37 de la Colección Crepúsculo. Edicions de Ponent. ISBN 978-84-96730-93-9.[49]
- 2021 - Internet Sublime. Sapristi Editorial. ISBN 978-84-121282-9-1.[50][51][52][53]
- 2021 - Rebeldes. Una historia ilustrada del poder de la gente, de Eudald Espluga e ilustraciones de Persand. Lumen. ISBN 9788426408372.[54][55][56]
- 2023 - "Mute."  Anoche Press. ISBN 978-84-126953-3-5 [57]

### Antologías
- 2014 -  Enjambre. Participando con la hisotrieta costumbrista: Domingo. ISBN 978-84-679-1471-9.[15]
- 2016 - Teen Wolf. Fosfatina ediciones.[58]

### Otras publicaciones
- 2014 - Don #10, especial cómics: Viñetas a go gó. Revista Don.[9][59]
- 2015 - La policía del género. Píkara Magazine.[60]
- 2015 - El cielo en movimiento. Dos Bigotes. ISBN 978-84-943559-5-0.[61][62][63]
- 2016 - Teresa Perales Cómics. Fundación Telefónica. ISBN 978-84-15282-15-0.[64][65]
- 2019 - Viñetas de tortas y bollos. Cómic lésbicos desde dos orillas (en euskera: Opil eta muxilen binetak - Komiki lesbikoak bi ertzetatik).[66][67][68][69][70]
- 2022 - La importancia de la inteligencia artificial en el futuro del trabajo. Ilustraciones para el artículo publicado en la revista Telos 121 de Fundación Telefónica.[71][72]
- 2023 - Por qué nos fascina Villanelle. Ilustraciones para el artículo publicado en Píkara Magazine.[73]

### Exposiciones
- 2017 - Exposició d’Il·lustracions i Còmics “¡PODER SÁFICO! Trazos para una isla propia”, para #visibLES. Festival de Cultures Lesbianes.[25][74][75]
- 2017 - Presentes. Autoras de tebeo de ayer y hoy. Inaugurada en el Centro Cultural de España en El Salvador (CCESV), producida por la Agencia Española de Cooperación Internacional para el Desarrollo (AECID) en coordinación con el Colectivo Autoras de Cómic de España.[76]

- 2017 - La ciudad en viñetas. Miriampersand, con una historieta de palomas madrileñas en la sala de espera del médico. CentroCentro.[14][77][78]
- 2022 - ArtBabel dentro de la programación del Festival Río Babel de Madrid, con la obra As Above, So Below.[26]
- 2022 - On/Off del Festival OFFF Sevilla, con la obra Your Off, My On, .[26]
- 2022 - Odol tinta. Banpiroari omenaldia, como parte de la Semana de Cine Fantástico y de Terror, Fant Bilbao.[79]
- 2022 - Constelación gráfica. Jóvenes autoras de cómic de vanguardia, con la obra Rito de paso leve. Centro de Cultura Contemporánea de Barcelona (CCCB).[44]